# الکمار، سورینام
الکمار، سورینام (به لاتین: Alkmaar, Suriname) یک سکونتگاه مسکونی در سورینام است که در Commewijne District واقع شده‌است.

## خصوصیات
الکمار ۴٬۲۱۳ نفر جمعیت دارد.